# Brasão de armas da Irlanda do Norte
O brasão de armas da Irlanda do Norte foi concedido ao Governo da Irlanda do Norte em 1924, após a separação do Estado Livre Irlandês do Reino Unido.
Neville Wilkinson desenhou o grande selo e a bandeira da Irlanda do Norte em 1923. Em Janeiro de 1924 foram mantidas conversações com os dirigentes Norte-Irlandeses em Londres sobre o brasão. A versão final foi terminada pelo deputado de Wilkinson, Thomas Sadleir, e posto para aprovação pelo gabinete da Irlanda do Norte em Abril de 1924. O design foi aprovado e o requerimento real assinado por Jorge V, sendo depois emitido pelo Departamento do Interior a 2 de Agosto de 1924 e registado no Registo de Armas em Dublin como se segue:
Requerimento Real Governamental da Irlanda do Norte
Argent uma cruz gules, sobre tudo numa estrela de seis pontas do escudo condecorado por uma Coroa Imperial de sua cor uma mão dextra pelo pulso da segunda.
Transmitido pela nossa Tribuna de St. James no 15º ano do nosso reinado 2º de Agosto de 1924 por ordem de Sua Majestade.
Este é o mesmo design da bandeira da Irlanda do Norte que tinha sido desenhada no ano anterior.
Os suportes foram concedidos em 1925, e consiste de um leão vermelho a segurar um estandarte azul que contém uma harpa e uma coroa douradas, e um alce-gigante de suas cores, segurando um estandarte das armas dos De Burgo Earls of Ulster, a base para a bandeira de Ulster.
Os suportes são descritos da seguinte maneira:
Dextra um leão gules armado linguado e coleirado or, suportando um balção de sua cor, daí para a sinistra um estandarte azure carregado com um harpa or, de cordas argent, encimado por uma coroa imperial de sua cor; Sinistra um alce-gigante, coleirado or, suportando um balção semelhante, daí para a dextra um estandarte carregado com uma cruz gules.
Em 1971 o College of Arms em Londres adicionou o compartimento no qual os suportes se fixam.
Quando o Governo da Irlanda do Norte foi descontinuado em 1972, as armas perderam o estatudo oficial. A concessão não foi rescindida, mas as armas são consideradas históricas, pois o órgão ao qual foram concedidas já não existe e assim não pode ser usado a menos que seja concedido novamente a outro receptor.

## O Real brasão de armas do Reino Unido em uso na Irlanda do Norte
O brasão real de armas do Reino Unido em uso na Irlanda do Norte é o mesmo usado na Inglaterra e no País de Gales, com a excepção do timbre.
O timbre (não mostrado aqui) é o de um veado a sair de uma torre. (Numa grinalda Azure e Or, um castelo de três torres da segunda, do portal para fora um veado Argent adornado e ungulado Or).